# Rolling Thunder (jeu vidéo)
Pour les articles homonymes, voir Rolling Thunder.
Rolling Thunder est un jeu vidéo d'action, de type run and gun en vue de profil, développé et commercialisé par Namco en 1986 sur borne d'arcade. Le jeu a été adapté sur systèmes familiaux.

## Système de jeu
Le joueur incarne l'agent Albatross de l'unité d'espionnage d'Interpol. Sa mission est de secourir Leila Blitz, un agent féminin capturé par Geldra, une société criminelle essayant de conquérir le monde depuis sa base secrète de New York. L'agent  Albatross doit combattre les troupes de l'armée privée de Geldra dirigée par un gnome nommé Maboo. Le jeu possède une dizaine de niveaux.

## À noter
Les versions micros ont été adaptés par Tiertex et édité par U.S. Gold.

## La série
- Rolling Thunder (1986)
- Rolling Thunder 2 (1990)
- Rolling Thunder 3 (1993)